# Гексаціаноферат(II) калію
Гексаціанофера́т(II) ка́лію, або жовта кров'яна сіль — комплексна сполука складу K4[Fe(CN)6], здебільшого зустрічається у вигляді тригідрату K4[Fe(CN)6]·3H2O.

## Добування
Історично добували із речовин органічного походження спіканням із порошком заліза та карбонатом калію. Як сировину використовували випалений ріг, шматки шкіри та висушену кров тварин, звідси назва «кров'яна сіль».
Сучасний спосіб добування: суміші, що містять ціаніди (переважно затримані у ході очищення викидних газів хімічного виробництва), обробляють суспензією гідроксиду кальцію і потім карбонату калію:
- Ca2[Fe(CN)6] + 2KCl = K2Ca[Fe(CN)6] + CaCl2,

K2Ca[Fe(CN)6] + K2CO3 = K4[Fe(CN)6] + CaCO3↓

## Фізичні властивості
Існує у вигляді трьох кристалічних модифікацій (ромбічної, моноклинної, тетрагональної). Погано або зовсім не розчиняється у метанолі та етанолі, але помітно розчинний у водно-спиртових сумішах. Практично нерозчинний в інших органічних розчинниках (діетиловий етер, піридин, анілін, етилацетат, бензонітрил тощо). Діамагнітний. Кристали тригідрату при низьких температурах виявляють сегнетоелектричні властивості. Густина безводної солі становить 1,935 г/см³.

## Хімічні властивості
Втрачає кристалізаційну воду при 87 °C. Вище 600 °C у вакуумі розкладається за схемою:
- 2K4[Fe(CN)6] = 8KCN + 2Fe + 2(CN)2

З концентрованою хлоридною кислотою дає білий осад H4[Fe(CN)6], розведеною сульфатною розкладається за схемою:
- 2K4[Fe(CN)6] + 6H2SO4 = K2Fe[Fe(CN)6] + 6KHSO4 + 6HCN

Із дво- та тризарядними катіонами металів дає малорозчинні сполуки, в тому числі із Fe3+ дає турнбулеву синь:
- Fe3+ + [Fe(CN)6]4– = Fe4[Fe(CN)6]3↓

Аніон [Fe(CN)6]4– відносно стійкий до гідролізу за кімнатної температури, тому в розчинах гексаціанофератів(II) ціанід-аніон хімічними методами виявити не вдається. Тим не менше, при стоянні водних розчинів відбувається повільний гідроліз (який прискорюється при нагріванні), спочатку за першим ступенем:
- [Fe(CN)6]4– + H2O = [Fe(CN)5(H2O)]3– + CN–,

а згодом і далі аж до Fe(OH)2. Тож хоча сіль довгий час вважалася майже неотруйною, тривале стояння її водного розчину або дія кислот підвищує її отруйність, тому сучасна техніка безпеки називає її отруйною.
Окиснюється хлором або електрохімічно у водному розчині:
- 2[Fe(CN)6]4– + Cl2 = 2[Fe(CN)6]3– + 2Cl–

## Застосування
Для виготовлення пігментів (див. берлінська лазур), у виробництві інших ціанідів, для якісного визначення катіонів Fe3+, Zn2+, Cu2+ , осадженням нерозчинних ціанофератів в товщі поруватих матеріалів (кераміка) можна отримувати осмотичні мембрани придатні для використання при високих тисках. За деякими властивостями нерозчинні гексаціаноферати перехідних металів подібні до цеолітів або металоорганічних каркасів: завдяки порівняно високій рухливості електронів можуть бути каталізаторами окисно-відновних процесів, а завдяки шпаруватості після висушування можуть бути використані як сорбенти для зберігання газів.
Зареєстрований як харчова добавка E536.